# Доминиканский монастырь (Таллин)
Доминика́нский монасты́рь Свято́й Екатери́ны (ныне — Лати́нский кварта́л) — старейший католический монастырь Эстонии. Был основан в XIII веке доминиканцами в честь Святой Екатерины Александрийской на территории нынешнего Нижнего города Таллина (Ревеля). Руины монастыря находятся сегодня между улицами Вене (Русская), Мунга и Мюйривахе.

### История и сохранность монастыря
В начале XIII века землю современной Эстонии захватили датские и немецкие крестоносцы. Сразу началась христианизация эстов. В 1219 году вместе с датским королём Вальдемаром II в Ревель прибыло католическое духовенство во главе с архиепископом Лундским Андреасом, епископом Эстонским Теодориком, а также еще двумя другими епископами. Вслед за ними в 1229 году здесь появились доминиканцы, которые основали монастырь вначале в Вышгороде. Из-за распрей датских и немецких рыцарей доминиканцам пришлось покинуть это место.
В 1246 году братья-проповедники вернулись в Вышгород, а в 1260 году перебрались в Нижний город, где стали строить церковь, вокруг которой потом вырос монастырь. Церковь Святой Екатерины строилась вплоть до XVI века.

Монастырь был построен по типу дом конвента — его основные помещения образовывали замкнутый прямоугольный дворик с внутренней галереей по периметру: на юге — церковь, на севере — рефекторий, на западе — дормиторий, на востоке — капитул.
Доминиканский монастырь развивался вместе с другими монастырями, позже появившимися в Ревеле и вообще с церковной жизнью, какая могла развиваться в центре епархии (Северная Эстония в неё входила), которым стал Ревель. Собор, который был заложен прежде доминиканскими монахами, достроили, и он стал резиденцией епископа. Сегодня этот собор, известный как Домский, является архитектурной доминантой Старого Таллина.
Монахи доминиканского монастыря выучили эстонский язык, позже братия монастыря пополнялась за счет выходцев из местного населения и монастырь стал постепенно средоточием эстонской культуры, обогащая эстонскую словесность, переводами с латыни и др. языков.
При монастыре действовала школа, в которой обучали грамоте и изучали Писание. Эта школа стала поводом к известной распре с Домским собором о привилегии преподавания, которая закончилась только после специального решения папы римского.
Во время Реформации братья-проповедники покинули монастырь и его строения использовались городом для разных целей, в том числе для школы, для размещения наемных польских войск и под богадельню. Однако после пожара 1531 года строения монастыря уже не использовались (кроме амбара), только застраивалась постепенно его территория новыми домами.
В 1525 году в регионе была проведена Лютеранская реформация. Доминиканцы были изгнаны из города, а их имущество конфисковано, монашеская жизнь в стенах обители прекратилась. В результате пожара церковь святой Екатерины полностью выгорела. От огня пострадала и большая часть монастырских помещений, остатки которых со временем ветшали и разрушались.
В 1710 году Ревель стал российским городом, постепенно стала возрождаться жизнь католической общины, которая получила официальный статус в 1799 году. Именно на территории бывшего доминиканского монастыря обосновались католики Ревеля.
В бывшей трапезной монастыря стали проводиться католические богослужения. Священниками и администраторами на новом католическом приходе стали новоприбывшие доминиканцы, которые безраздельно осуществляли пастырскую и миссионерскую деятельность до 1860 года, пока не были открыты новые приходы.
Сохранились следующие помещения (список неполный): капитул, западная часть церкви с двумя порталами, крипта, скрипторий. Также сохранился амбар, перестроенный после Реформации в Арсенал. Рефекторий был перестроен в 1845 году в католический Собор Святых Петра и Павла (Таллин). То, что осталось от церкви, используется под камерный вокально-музыкальный зал, под надзором Дома Хопнера. В переулке Катарийны, который образовался лишь в XX веке, на стене церкви закреплены надгробные плиты богатых людей города. Старейшая плита — 1381 года, Кунигунды Шоттельмунд, жены бургомистра Ревеля.
В церкви и крестовых ходах выставлены могильные камни и этики (камни предпорожья) из известняка.

### Современность монастыря

#### Арендаторы сохранившихся и отреставрированных строений монастыря
Сегодня бывшую территорию монастыря используют следующие учреждения:
- «Институт Мауритиуса»[1][2], некоммерческое предприятие (MTÜ) — организация проводит экскурсии по руинам. Позиционирует себя как институт изучения жизни и наследия приора/монаха Маврикия (Мауритиуса), предположительно, ученика Альберта Великого.
- «Музей доминиканского монастыря» (эст. Dominiiklaste Kloostri Muuseum[3]) — организация предлагает театрализованные вечерние экскурсии по руинам монастыря.
- Организация «Дом Хопнера» («Hopneri Maja») открыла церковь Святой Екатерины и клуатр монастыря с июня 2014 года для публики, бесплатно. Время работы: 10.00—18.00, Ср—Вс.
- Мастерская художника Александра Савченкова — вход через арку с улицы Мююривяхе в дворик и направо в подвал монастыря.

#### Другие арендаторы Латинского квартала
- Монастырь Святой Екатерины Сиенской[4][5] («Püha Siena Katarina Klooster») — возрожденный доминиканский монастырь, имеющий покровительницей другую святую Екатерину — Сиенскую, проводит мессы и литургии на польском и эстонском языках, иногда на русском. Вход со стороны улицы Мюйривяхе слева от арки. У входа расписание месс в окне на 4 языках, в том числе на русском.
- «Гильдия Катарины» («Katarina Gild») — некоммерческое товарищество ремесленников и рукодельцев в переулке Катарины.
- «Theatrum», SA — частный театр Лембита Петерсона, делает постановки и занимается образовательной деятельностью. Занимает помещение бывшего хлебного амбара монастыря (ул. Вене, 14). Вход со стороны церкви Святой Екатерины с надписью «Kloostri Ait»[6].

### Сохранившееся имущество монастыря
Несмотря на то, что доминиканцы сбежали из города, не дожидаясь расправы лютеран в 1524, монастырь подвергся разорению. Однако здания сохранялись практически нетронутыми в течение несколько лет — до пожара 1531 года. Сохранились два алтаря из церкви Святой Екатерины, они выставлены в музее средневекового искусства (в Нигулисте) — это алтарь Девы Марии, изготовленный на средства и по заказу Братства Черноголовых мастером легенды Святой Лючии в Брюгге, и алтарь Святой родни.
Также в советских путеводителях есть информация, что сохранилось некоторое количество книг из библиотеки монастыря. Небольшая экспозиция, которую предлагает «Институт Мауритиуса», не имеет отношения к монастырю, не имеет исторической и художественной ценности и является остатками советского собрания образцов камнерезного искусства, ценные объекты которой выставлены в Нигулисте. Ценностью обладают только сохранившиеся помещения, что и используют арендаторы строений монастыря.
Во внутреннем дворике монастыря можно увидеть «Колодец желаний» — согласно легенде, каждое загаданное здесь желание сбудется.

## Галерея
- Южная галерея
- Проемы западной галереи
- Западная галерея
- Клуатр
- Клуатр монастыря в Таллине
- Центральный портал церкви доминиканского монастыря
- Южный портал церкви доминиканского монастыря